# 74 км (колійний пост, Південна залізниця)
74 км (колишня станція — Куми) — колійний пост Полтавської дирекції Південної залізниці на електрифікованій лінії Полтава-Південна — Берестин між станціями Ланна (9 км) та Берестин (8 км). Розташований в селищі Куми Берестинського району Харківської області.

## Історичні відомості
Відкритий 1897 року, як станція Куми, з 2012 року — колійний пост 74 км.
У різні роки колишню станцію Куми очолювали:
- М. Н. Мухонько (1903—1907) — спостерігач[1][2];
- А. Х. Савицький (1903—1907) — спостерігач[3][4];
- Іван Олексійович Гатальський (1913—1916) — начальник станції, дворянин[5][6][7].

## Пасажирське сполучення
На платформі 74 км зупиняються приміські поїзди сполученням Полтава-Південна — Лозова. У деяких розкладах руху приміських поїздів колійний пост позначений, як зупинний пункт Куми.